# Suicidio in Corea del Sud
La Corea del Sud era il terzo Paese al mondo per numero di suicidi nel 2015, il più alto tra i Paesi dell'OCSE. Nel 2012 era la quarta causa principale di morte nel Paese.
L'alto tasso di suicidio è aggravato dal grande numero di anziani che lo commettono. Uno dei principali fattori scatenanti è la diffusa povertà nelle loro fasce d'età, combinata agli scarsi fondi del Sistema Sanitario Nazionale, che porta gli anziani a sentirsi un peso e togliersi la vita per non pesare economicamente sulle loro famiglie. Infatti, anche se su oltre 50 milioni di persone solo il 2% della popolazione totale è in uno stato di povertà assoluta, quasi metà della popolazione ultra 65enne è nella soglia di povertà, specialmente nelle aree rurali. Questo ha portato anche a tassi molto elevati di discriminazione ageista, dato che oltre l'85% delle persone intorno ai 50 anni vengono discriminate per la loro età più avanzata, specialmente quando si tratta di trovare lavoro, e ciò è collegato ai tassi di suicidio.

## Statistiche

### Età
A causa della povertà diffusa e dei pochi fondi per il welfare, un elevato numero di anziani (soprattutto nelle zone rurali) si toglie la vita per non pesare sui propri figli. La tradizione dei figli che si prendono cura dei loro parenti più anziani, infatti, sta svanendo sempre di più nel XXI secolo. Anche se è minore rispetto a quello degli anziani, il numero di studenti suicidi in Corea del Sud è superiore alla media. Infatti, il suicidio è la causa principale di morte in Corea del Sud per i bambini, i ragazzi e gli adulti tra i 10 e i 40 anni, e tra il 2015 e il 2019, il numero di suicidi ed episodi di autolesionismo è raddoppiato. Questo è dovuto anche al sistema scolastico coreano, che come per altri paesi come Cina, India e Pakistan, è molto esigente con i suoi studenti, e come per il sistema giapponese, soffre di un ambiente scolastico estremamente competitivo in cui i bambini e i giovani sono sottoposti a una pressione immensa non solo dai loro genitori ma anche dai loro insegnanti e dalla società, motivo per cui questo sistema è considerato un fattore chiave nel tasso elevato di suicidi coreano, specialmente nei bambini e ragazzi tra i 10 e i 19 anni.

### Sesso
In media, il tasso di uomini che commettono suicidio è il doppio di quello delle donne, anche se queste hanno un tasso di tentato suicidio molto più alto. Nonostante le donne coreane commettano suicidio meno degli uomini, rimangono il numero più alto se paragonate con la stessa categoria delle altre nazioni OCSE.

### Status socioeconomico
Uno status socioeconomico basso, livello di stress alto, mancanza di sonno, abuso di alcol e fumo sono associati alle tendenze suicide degli adolescenti. Per i più adulti, il fattore economico è più rilevante e determinante.

## Metodi
La morte per avvelenamento è tra le più diffuse tra le donne, soprattutto attraverso l'uso di pesticidi. Anche l'impiccamento è comune, perché percepito come indolore, socialmente accettabile e soprattutto accessibile. Nel XXI secolo è diventato comune l'avvelenamento da monossido di carbonio, attraverso la combustione degli yeontan, bricchette di carbone per la cucina e per i sistemi di riscaldamento.
Il Ponte Mapo, a Seul, è considerato un ponte da suicidio, localmente noto come "ponte del suicidio" e "ponte della morte". Il governo ha deciso di contrastare questa tendenza e chiamarlo "ponte della vita", attaccando messaggi positivi e rassicuranti sulle ringhiere.

## Cause

### Media
In Corea del Sud è diffuso l'Effetto Werther e, secondo uno studio, tra il 2005 e il 2009 il numero di suicidi è aumentato dopo quelli di una celebrità. Inoltre, la dipendenza da Internet tra i giovani è uno dei maggiori fattori scatenanti.

### Economia
La recessione economica e la grande disoccupazione derivate dalla crisi del 1997 hanno avuto come conseguenza un aumento del tasso dei suicidi. Questo anche dovuto alle conseguenze non strettamente economiche della crisi, come il divorzio o la depressione.

### Educazione
In Corea del Sud, ogni studente coreano deve sostenere il test di ingresso alle università (CSAT o Suneung). Il sistema educativo coreano è estremamente competitivo, il che rende molto difficile accedere a un'università prestigiosa. Tutto questo causa enorme stress e pressione sugli studenti, al punto che alcuni lo considerano un abuso minorile, e secondo un sondaggio, metà degli adolescenti coreani hanno pensieri suicidi. Tra le cose molto criticate nel sistema scolastico del paese attraverso vari studi, le scuole coreane trascurano l'educazione fisica, che può essere anche assente, oltre l'80 percento di esse proibiscono agli studenti di scuola media e superiore di stabilire rapporti, gli studenti hanno il tasso di infelicità maggiore del mondo secondo l'Organizzazione per la cooperazione e lo sviluppo economico, la giornata scolastica è molto lunga, con un tempo passato a studiare tra le 10 e le 16 ore al giorno, l'esame finale dell'ultimo anno è estremamente difficile e dura nove ore, i bagni scolastici sono ritenuti i peggiori al mondo per la mancanza di carta igienica, per cui gli studenti devono prenderne un po' dalla classe, e il sistema scolastico soffre anche di una grave mancanza di spirito di comunità tra i ragazzi a causa dell'eccessiva competitività forzata su di loro, sovraccarichi di preparazioni per esami e compiti, mancanza di diritti degli studenti e aumento di episodi di abusi sessuali e bullismo.
Dagli anni 2010 il governo ha applicato delle contromisure per tutelare la salute dei giovani studenti. Tuttavia, le scuole private in cui gli studenti vengono iscritti dai genitori oltre a quella che già frequentano non rispettano queste regole, in parte a causa della pressione da parte dei genitori stessi. Tra queste:
- Nel 2010, a causa della cattiva reputazione degli insegnanti dovuta a un video in cui uno di essi picchiava un allievo, le punizioni corporali, in particolare con schiaffi e bastoni, sono state proibite.
- Nel 2012, le classi di sabato che si svolgono un sabato sì e un sabato no sono state rimosse. Tuttavia, nelle scuole private, le classi di sabato sono ancora svolte illegalmente.
- Nel 2018 è stato bandito l'uso di caffè in tutte le scuole per tutelare gli studenti e prevenire eventuali disturbi cardiaci e del sonno o nausee dovuti alla lunga giornata scolastica.
- Sempre nel 2018, l'insegnamento dell'inglese, seconda lingua in Corea del Sud, è stata rimossa dall'insegnamento scolastico dal Ministero dell'Istruzione per gli studenti dei primi due anni, ritenendo che apprendere l'inglese così precocemente causerebbe grande stress per i bambini. Questa decisione è stata ritenuta controversa, e diversi genitori continuavano a mandare illegalmente i figli a studiare l'inglese nel primo e secondo anno.

### Malattie mentali
Le malattie mentali sono considerate tabù in Corea del Sud. Anche se al 90% delle vittime di suicidio potrebbe essere diagnosticato un disturbo mentale, solo il 15% riceve cure adeguate. La depressione colpisce 2 milioni di persone ogni anno, ma poiché argomento di discriminazione, spesso le famiglie trattengono i soggetti dal ricevere assistenza professionale.

## Risposte
Negli anni 2010 la Corea del Sud ha implementato le Strategies to Prevent Suicide (STOPS), un progetto per sensibilizzare la popolazione e le iniziative volte alla prevenzione, quali il trattamento delle persone a rischio. Nel 2015 il Ministero dell'Istruzione ha lanciato un'app per smartphone che monitora i post sui social media, i messaggi e le ricerche sul web condotte dagli studenti su parole e argomenti correlati al suicidio.
Siccome la copertura mediatica e la rappresentazione del suicidio nei media influenzano la percentuale di suicidi, il governo ha promulgato delle linee guida nazionali sulla trattazione del suicidio nei media, ponendo l'attenzione sulle possibilità di ricovero e cura piuttosto che sulle cause o sui metodi, che potrebbero scatenare la stessa reazione in altre persone.
Infine, i tutori dei giovani, quali insegnanti, volontari o educatori, vengono educati dal governo su come relazionarsi con i giovani, soprattutto se provenienti da comunità a rischio o da famiglie a basso reddito. È stato anche limitato da parte del governo l'accesso a prodotti come veleni e monossido proveniente dal carbone, e anche alle piattaforme dei treni, al fine di prevenire comportamenti impulsivi.